# Aragóniai Antal
Aragóniai Antal (Szicília, 1350/55 – Szicília, 1373 körül), katalánul: Antoni d'Aragó, olaszul: Antonio d'Aragona. A Barcelonai-ház szicíliai ágának a királyi főágából származott.

## Élete
I. Lajos szicíliai királynak, II. Péter szicíliai király és Görzi Erzsébet karintiai hercegnő fiának ismeretlen ágyasával folytatott házasságon kívüli viszonyából származó fia. Egy testvére volt, Aragóniai Lajos. Apjuk halála (1355) után a testvérével a nagynénjük, Szicíliai Eleonóra aragóniai királyné udvarában nevelkedtek. Felesége Aragóniai Beatrix (1355 körül–1373 után), Cocentaina és Planes bárónője, I. Péternek, Jérica (katalánul: Xèrica, aragóniai nyelven: Exerica) bárójának és Szardíniai Bonaventurának (II. (Baux) Hugó arboreai király (judex) leánya) a leánya.